# Truth or Dare (2018)
Truth or Dare, även känd som Blumhouse's Truth or Dare, är en amerikansk skräckfilm från 2018 i regi av Jeff Wadlow, som även har skrivit dess manus, tillsammans med Michael Reisz, Jillian Jacobs och Chris Roach. Huvudrollerna spelas av Lucy Hale, Tyler Posey, Violett Beane, Hayden Szeto, Sophia Taylor Ali och Landon Liboiron. Filmen är helt och hållet producerad av Jason Blum och hans produktionsbolag Blumhouse Productions, samt distribuerad av Universal Studios.

## Handling
Under en semesterresa till Mexiko bestämmer collegestudenten Olivia Barron och hennes vänner sig för att spela en omgång av den till synes helt oskyldiga leken sanning eller konsekvens. Mitt under leken börjar Olivia och de övriga ungdomarna att inse allvaret i det hela, då de alla kommer att utsättas för dödliga och farliga konsekvenser om de inte utför respektive handlingar (vare sig det är sanning eller konsekvens) på ett ordentligt och korrekt sätt.

## Rollista
| Lucy Hale                | – Olivia Barron       |
| Tyler Posey              | – Lucas Moreno        |
| Violett Beane            | – Markie Cameron      |
| Hayden Szeto             | – Brad Chang          |
| Landon Liboiron          | – Carter/Sam Meehan   |
| Sophia Taylor Ali        | – Penelope Amari      |
| Nolan Gerard Funk        | – Tyson Curran        |
| Sam Lerner               | – Ronnie              |
| Aurora Perrineau         | – Giselle Hammond     |
| Tom Choi                 | – Konstapel Han Chang |
| Joe Ochman               | – Callux (röst)       |
| Vera Taylor/Ezmie Garcia | – Inez Reyes          |
| Andrew Howard            | – Randall Himoff      |
| Gary Anthony Williams    | – Demon (röst)        |